# سوتوکوبا
سوتوکوبا (به لاتین: Sutukoba) یک منطقهٔ مسکونی در گامبیا است که در Upper River Division واقع شده‌است. سوتوکوبا ۳٬۳۱۷ نفر جمعیت دارد و ۲۹ متر بالاتر از سطح دریا واقع شده‌است.